# Phước Trạch
Phước Trạch là một xã thuộc huyện Gò Dầu, tỉnh Tây Ninh, Việt Nam.

## Địa lý
Xã Phước Trạch nằm ở trung tâm huyện Gò Dầu, có vị trí địa lý:
- Phía đông giáp xã Phước Đông
- Phía tây giáp xã Hiệp Thạnh
- Phía nam giáp thị trấn Gò Dầu và xã Thanh Phước
- Phía bắc giáp xã Bàu Đồn và xã Hiệp Thạnh.

Xã Phước Trạch có diện tích 11,27 km², dân số năm 2019 là 8.408 người, mật độ dân số đạt 746 người/km².

## Hành chính
Xã Phước Trạch được chia thành 3 ấp: Bàu Vừng, Cây Nính, Xóm Mía.

## Giao thông
Tổng chiều dài các tuyến đường trên địa bàn xã Phước Trạch, huyện Gò Dầu là 21.437 km. Đến nay đã nhựa hoá, cứng hoá được 17.341 km đạt tỷ lệ 78%. Trong đó đường trục xã liên xã 6.106 km đã nhựa hoá 100%.